# Classe de concentration Shapley-Sawyer
La classe de concentration Shapley-Sawyer est un système de classification des amas globulaires, sur une échelle de un à douze utilisant des chiffres romains en fonction de leur concentration. Les amas les plus concentrés tels que M75 sont de classe I, avec des concentrations successivement décroissantes jusqu'à la classe XII, comme Palomar 12. La classe est parfois donnée avec des nombres du type [Classe 1–12] plutôt qu'avec des chiffres romains.

## Historique
Aux alentours de 1927-1929, Harlow Shapley et Helen Sawyer Hogg ont commencé à classer les amas en fonction du degré de concentration vers le noyau en utilisant cette échelle, désormais connue sous le nom de classe de concentration Shapley-Sawyer.

## Classes
Les classes de concentration Shapley-Sawyer, avec exemples illustrés :
| Classe | Description                                 | Exemple |
| ------ | ------------------------------------------- | ------- |
| I      | Forte concentration vers le centre          |         |
| II     | Concentration centrale dense                |         |
| III    | Fort noyau interne d'étoiles                |         |
| IV     | Concentrations intermédiaire assez riche    |         |
| V      | Concentration intermédiaire                 |         |
| VI     | Concentration intermédiaire plus pauvre     |         |
| VII    | Concentration intermédiaire clairsemée      |         |
| VIII   | Plutôt faiblement concentré vers le centre  |         |
| IX     | Faiblement concentré vers le centre         |         |
| X      | Déconcentré                                 |         |
| XI     | Très déconcentré vers le centre             |         |
| XII    | Presque aucune concentration vers le centre |         |